# خورخي أكونا
خورخي أكونا (بالإسبانية: Jorge Acuña)‏ هو لاعب كرة قدم تشيلي، ولد في 31 يوليو 1978 في اوفايي في تشيلي. شارك مع منتخب تشيلي لكرة القدم. أما مع النوادي، فقد لعب مع فاينورد وماميلودي صن داونز ونادي أونيفرسيداد دي تشيلي ونادي أونيفرسيداد كاتوليكا ويونيون إسبانيولا.

## وصلات خارجية
- خورخي أكونا على موقع قاعدة بيانات كرة القدم.إي يو (الإنجليزية)
- خورخي أكونا على موقع ناشيونال فوتبول تيمز (الإنجليزية)
- خورخي أكونا على موقع Soccerway.com (الإنجليزية)
- خورخي أكونا على موقع AS.com (الإسبانية)